# Okres Lučenec
Lučenec (Hongaars: Losonc) is een district (Slowaaks: Okres) in de Slowaakse regio Banská Bystrica. De hoofdstad is Lučenec. Het district bestaat uit 2 steden (Slowaaks: Mesto) en 55 gemeenten (Slowaaks: Obec). Een strook langs de zuidgrens van het district wordt bewoond door de Hongaarse minderheid in Slowakije. Tijdens de volkstelling van 2021 gaf 26,79% van de bevolking aan het Hongaars als moedertaal te hebben.

## Steden
- Fiľakovo
- Lučenec

## Lijst van gemeenten
| - Ábelová - Belina - Biskupice - Boľkovce - Budiná - Bulhary - Buzitka - Čakanovce - Čamovce - Divín - Dobroč - Fiľakovské Kováče - Gregorova Vieska - Halič - Holiša - Jelšovec - Kalonda - Kotmanová - Lehôtka | - Lentvora - Lipovany - Lovinobaňa - Lupoč - Ľuboreč - Mašková - Mikušovce - Mučín - Mýtna - Nitra nad Ipľom - Nové Hony - Panické Dravce - Píla - Pinciná - Pleš - Podrečany - Polichno - Praha - Prša | - Radzovce - Rapovce - Ratka - Ružiná - Stará Halič - Šávoľ - Šiatorská Bukovinka - Šíd - Šurice - Točnica - Tomášovce - Trebeľovce - Trenč - Tuhár - Veľká nad Ipľom - Veľké Dravce - Vidiná |

Banská Bystrica · Banská Štiavnica · Brezno · Detva · Krupina · Lučenec · Poltár · Revúca · Rimavská Sobota · Veľký Krtíš · Žarnovica · Žiar nad Hronom · Zvolen